# لیلیا ایسکیردو
لیلیا ایسکیردو (به اسپانیایی: Lilia Izquierdo) ورزشکار زن رشتهٔ والیبال اهل کشور کوبا است. وی در بین سال‌های ‎۱۹۹۲ تا ۲۰۰۰ میلادی در مسابقات بازی‌های المپیک تابستانی در مجموع ۳ مدال طلا را کسب کرد.